# SSC (коллайдер)

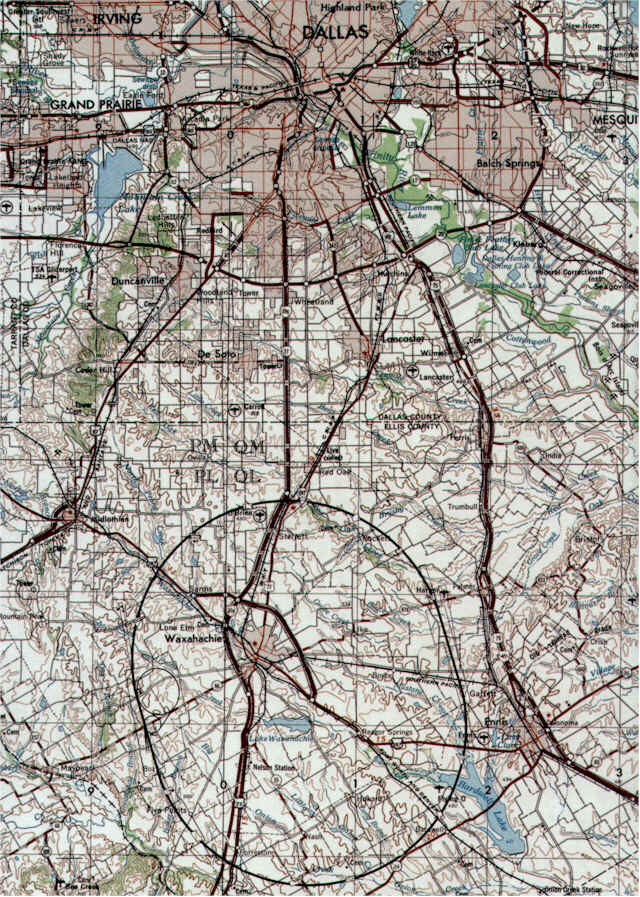
Трассировка тоннеля SSC

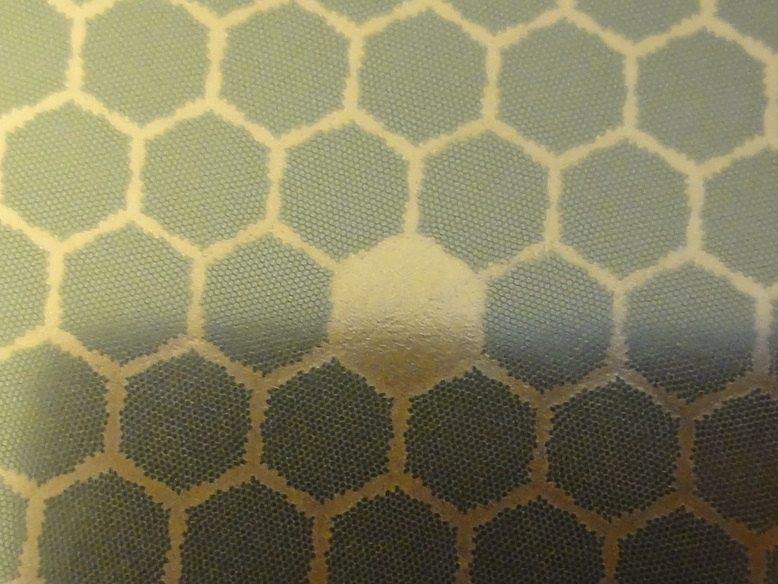
Срез сверхпроводящего кабеля, разработанного для магнитов SSC

Сверхпроводящий суперколлайдер (англ. Superconducting Super Collider, сокращённо SSC), также известный как «Дезертрон» (англицизм от Desertron) — проект протон-протонного коллайдера на энергию 20 ТэВ в пучке, закрытый на стадии активного строительства в 1993 году решением Конгресса США.

## История
Первые предложения строительства нового большого коллайдера в США появились в 1970-х. К этому времени в Фермилабе работал 6.28 км Тэватрон с энергией 500 ГэВ в пучке, и был сооружён первый синхротрон на сверхпроводящих магнитах.
Активная проработка проекта коллайдера SSC периметром 87 км (54 мили) на энергию протонов 20 ТэВ и светимость 1×1033 см−2с−1 была завершена к середине 1980-х. Местом строительства была выбрана пустынная местность вблизи окружного центра Уоксахачи, штат Техас, о чём объявил секретарь энергетики США на следующий день после избрания президентом Джорджа Буша 10 ноября 1988 года.
В 1991 году было начато строительство. Однако в октябре 1993 года Конгресс принял решение о прекращении финансирования проекта, несмотря на поддержку проекта президентом Биллом Клинтоном. На момент остановки проекта, на него было уже потрачено свыше 2 млрд долларов (в ценах 1990), построено 14 миль тоннеля, 17 шахт с поверхности, по оценкам общее создание комплекса выполнено на 20%.

## Причины закрытия проекта
Основной причиной остановки проекта стал значительный рост бюджета по мере разворачивания строительства. В 1989 году, когда Конгресс одобрил начало строительства, стоимость оценивалась в 5,9 млрд долларов, в 1990 году, в результате внесения конструктивных изменений для повышения надёжности работы коллайдера, стоимость возросла до 8,249 млрд, согласно официальной оценке Департамента энергетики США. На момент закрытия проекта стоимость превысила 11 млрд.
Дополнительным аргументом против продолжения строительства дорогостоящей установки в чистом поле стало окончание конкуренции с прекратившим существование СССР, где развивался и был остановлен проект коллайдера УНК (Ускорительно-накопительный комплекс).
Закрытие проекта SSC оказало огромное влияние на развитие физики высоких энергий не только в США, но и во всём мире.

## В массовой культуре
Территория заброшенного комплекса SSC послужила основным местом съёмок научно-фантастического боевика «Универсальный солдат 2: Возвращение» (1999) с Жан-Клодом Ван Даммом в главной роли.